# Okresní soud v Opavě
Okresní soud v Opavě je okresní soud se sídlem v Opavě. Vznikl roku 1850 a až do roku 1949 spadal do obvodu opavského krajského soudu, poté byl přičleněn pod Krajský soud v Ostravě. Rozhoduje jako soud prvního stupně ve všech trestních a civilních věcech, ledaže jde o specializovanou agendu (nejzávažnější trestné činy, insolvenční řízení, spory ve věcech obchodních korporací, hospodářské soutěže, duševního vlastnictví apod.), která je svěřena krajskému soudu.

## Budova
Soud se nachází v justičním paláci z roku 1888 na Olomoucké ulici, který je chráněn jako kulturní památka. Jde o historizující třípodlažní stavbu s vnitřním nádvořím, v průčelí s pětiosým rizalitem završeným trojúhelníkovitým štítem, která byla postavena podle projektu Ernsta Swobody. Na soud přímo navazuje areál Věznice Opava.

## Soudní obvod
Obvod Okresního soudu v Opavě se zcela neshoduje s okresem Opava, patří do něj území těchto obcí:
Bělá •
Bohuslavice •
Bolatice •
Branka u Opavy •
Bratříkovice •
Brumovice •
Březová •
Budišov nad Budišovkou •
Budišovice •
Čavisov •
Čermná ve Slezsku •
Darkovice •
Děhylov •
Dobroslavice •
Dolní Benešov •
Dolní Lhota •
Dolní Životice •
Háj ve Slezsku •
Hať •
Hlavnice •
Hlubočec •
Hlučín •
Hněvošice •
Holasovice •
Horní Lhota •
Hrabyně •
Hradec nad Moravicí •
Chlebičov •
Chuchelná •
Chvalíkovice •
Jakartovice •
Jezdkovice •
Kobeřice •
Kozmice •
Kravaře •
Kružberk •
Kyjovice •
Lhotka u Litultovic •
Litultovice •
Ludgeřovice •
Markvartovice •
Melč •
Mikolajice •
Mladecko •
Mokré Lazce •
Moravice •
Neplachovice •
Nové Lublice •
Nové Sedlice •
Oldřišov •
Opava •
Otice •
Píšť •
Pustá Polom •
Radkov •
Raduň •
Rohov •
Skřipov •
Slavkov •
Služovice •
Staré Těchanovice •
Stěbořice •
Strahovice •
Sudice •
Svatoňovice •
Šilheřovice •
Štáblovice •
Štěpánkovice •
Štítina •
Těškovice •
Třebom •
Uhlířov •
Velká Polom •
Velké Heraltice •
Velké Hoštice •
Větřkovice •
Vítkov •
Vršovice •
Vřesina •
Závada